# Marisa Fabbri
Marisa Fabbri (Firenze, 15 agosto 1927 – Roma, 10 giugno 2003) è stata un'attrice italiana.

## Biografia
Attrice tra le più rappresentative del teatro italiano del Novecento, nel corso della sua importante carriera ha lavorato con i maggiori registi teatrali in Italia. Storiche le sue interpretazioni ne I giganti della montagna di Luigi Pirandello diretta da Giorgio Strehler, in Vinzenz e l'amica degli uomini importanti di Robert Musil con la regia di Aldo Trionfo, e ne I parenti terribili di Jean Cocteau con la regia di Giancarlo Cobelli.
Ma è da ricordare soprattutto per il lungo sodalizio che la legò a Luca Ronconi, diretta dal quale restano memorabili le interpretazioni negli spettacoli Le Baccanti di Euripide, Orestea di Eschilo, L'uccellino azzurro di Maurice Maeterlinck, Ignorabimus di Arno Holz, Tre sorelle di Čechov, I dialoghi delle Carmelitane di Georges Bernanos, L'uomo difficile di Hugo von Hofmannsthal (con cui vinse il Premio Ubu), Gli ultimi giorni dell'umanità di Karl Kraus. Importanti le sue partecipazioni alla prosa radiofonica e televisiva della Rai dagli anni cinquanta agli anni novanta.
Poche ma significative le sue interpretazioni cinematografiche tra le quali spiccano quelle in Il prof. dott. Guido Tersilli primario della clinica Villa Celeste convenzionata con le mutue, regia di Luciano Salce, 4 mosche di velluto grigio di Dario Argento, Milarepa di Liliana Cavani, Gli Astronomi di Diego Ronsisvalle, e La Tosca di Luigi Magni.
Ha fatto anche saltuariamente del doppiaggio, prevalentemente per la compagnia ARS: doppiò per esempio Paulette Breil in Lo spione di Jean-Pierre Melville. Poche le sue incursioni nell'opera lirica in qualità di regista. La prima volta nel 1990 a Livorno con Madama Butterfly di  Giacomo Puccini prima versione, protagonista  Maria Dragoni. Nel 1996 per l'Opera di Roma firmò la regia de La bohème (con scene e costumi di Ivan Stefanutti).
Nel 1999 ha realizzato la regia dell'opera Inés de Castro, protagonista Maria Dragoni al Teatro Pergolesi di Jesi. Muore nel 2003.

## Filmografia

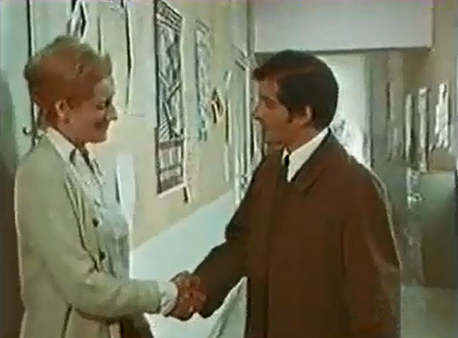
Marisa Fabbri e Bruno Cirino in Diario di un maestro

- La pecora nera, regia di Luciano Salce (1968)
- Il prof. dott. Guido Tersilli primario della clinica Villa Celeste convenzionata con le mutue, regia di Luciano Salce (1969)
- Sacco e Vanzetti, regia di Giuliano Montaldo (1970)
- Concerto per pistola solista, regia di Michele Lupo (1970)
- L'asino d'oro: processo per fatti strani contro Lucius Apuleius cittadino romano, regia di Sergio Spina (1970)
- 4 mosche di velluto grigio, regia di Dario Argento (1971)
- Le inibizioni del dottor Gaudenzi, vedovo, col complesso della buonanima, regia di Giovanni Grimaldi (1971)
- Diario di un maestro, regia di Vittorio De Seta (1972)
- Milarepa, regia di Liliana Cavani (1972)
- Non ho tempo, regia di Ansano Giannarelli (1972)
- La Tosca, regia di Luigi Magni (1973)
- Cani arrabbiati, regia di Mario Bava (1974)
- Gli astronomi, regia di Diego Ronsisvalle (2002)

## Prosa radiofonica Rai
- L'augellin Belvedere, commedia di Carlo Gozzi, regia di Vittorio Sermonti, trasmessa il 15 agosto 1961
- L'annaspo di Raffaele Orlando, regia di Vittorio Melloni, 1975.
- La casa di Bernarda Alba, di Federico García Lorca, regia di Giancarlo Cobelli, 8 maggio 1998.

## Prosa televisiva Rai

Francesco Mulè con Marisa Fabbri nella commedia Acqua e chiacchiere RAI Tv 1963

- Il cavaliere senza armatura, regia di Guglielmo Morandi, trasmessa il 18 gennaio 1957.
- Il bicchiere della staffa, regia di Fausto Tommei, trasmessa il 10 febbraio 1957.
- L'ultima stanza, regia di Enzo Ferrieri, trasmessa il 13 febbraio 1957.
- Macbeth, di William Shakespeare, regia di Alessandro Brissoni, trasmessa il 4 novembre 1960.
- Elettra, di Sofocle, regia di Edmo Fenoglio, trasmessa il 1º dicembre 1961.
- Luna incostante, regia di Alessandro Brissoni, trasmessa il 12 ottobre 1962.
- Acqua e chiacchiere, di Alfredo Testoni, regia di Romolo Siena, trasmessa il 18 febbraio 1963.
- Holiday, di Philip Barry, regia di Leonardo Cortese, trasmessa il 31 marzo 1967.
- I sette giorni di Garibaldi, regia di Cesare Emilio Gaslini, 19 novembre 1967.
- Memorandum, regia di Enrico Colosimo, trasmessa sul Secondo programma il 15 febbraio 1969.
- Il Leone di San Marco, regia di Alda Grimaldi - miniserie TV (1969)
- Romolo il Grande, di Friedrich Dürrenmatt, regia di Daniele D'Anza, trasmessa il 23 aprile 1971.
- Le care mogli, regia di Guido Stagnaro, trasmessa il 18 giugno 1976.
- Gli ultimi giorni dell'umanità di Karl Kraus, regia di Luca Ronconi, trasmessa il 23 settembre 1991 su Rai 2

## Teatro
- I dialoghi delle Carmelitane di Francis Poulenc, regia Luca Ronconi, Teatro Storchi, Modena, stagione 1987-1988[1]

## Doppiaggio
- Paulette Breil in Lo spione

## Riconoscimenti
- Premio Ubu
  - 1977/1978 – Migliore attrice per Le Baccanti di Euripide diretto da Luca Ronconi
  - 1985/1986 – Migliore attrice per Ignorabimus

## Archivio e biblioteca personale
La Biblioteca Umanistica dell'Università degli studi di Firenze conserva un Fondo intitolato a Marisa Fabbri, donato nel 2007 per volontà di Paolo Modugno, suo compagno e di Gilda Fabbri, sorella di Marisa. 
Il Fondo è composto principalmente da due nuclei documentari che rispecchiano la sua attività. Il primo nucleo è denominato "Carte private" e contiene materiale vario ed eterogeneo come lettere, contratti, bollette, fotografie; il secondo, più cospicuo, è denominato "Copioni di lavoro" ed è composto esclusivamente da copioni di opere teatrali che riportano in alcuni casi annotazioni marginali. 
La biblioteca personale è costituita da 1314 volumi: la raccolta documenta gli interessi dell'intestataria: prevalgono i testi drammaturgici, ma nutrita appare anche la sezione dedicata alla letteratura; sono inoltre presenti letteratura musicale, sociologia, politica, saggistica.